# 72543 Simonemarchi
72543 Simonemarchi è un asteroide della fascia principale. Scoperto nel 2001, presenta un'orbita caratterizzata da un semiasse maggiore pari a 2,5763674 UA e da un'eccentricità di 0,0696393, inclinata di 10,55777° rispetto all'eclittica.
L'asteroide è dedicato all'astronomo italiano Simone Marchi.